# San Martín de Oscos
San Martín de Oscos (asztúriai nyelven Samartín d'Ozcos) község Spanyolországban, Asztúria autonóm közösségben. San Martín de Oscos Vilanova d'Ozcos, Illano, Pesoz, Grandas de Salime és Santa Eulalia de Oscos községekkel határos. Lakosainak száma 336 fő (2024).

## Népesség
A település népessége az utóbbi években az alábbiak szerint változott:
| Lakosok száma | 519  | 477  | 469  | 448  | 484  | 446  | 403  | 377  | 349  | 336  |
|               | 2001 | 2004 | 2007 | 2009 | 2012 | 2014 | 2017 | 2019 | 2022 | 2024 |